# Blaque
Le Blaque sono un gruppo musicale femminile R&B statunitense formatosi ad Atlanta nel 1999. Blaque è un acronimo inglese per Believing in Life and Achieving A Quest for Unity in Everything (lett. "Credere nella vita e realizzare una ricerca per l'unità in tutto"). Il gruppo, inizialmente chiamato, Blaque Ivory, è attualmente formato da Shamari Fears e Brandi Williams; la prima formazione includeva anche Natina Reed, deceduta nel 2012, che oltre che interprete è stata anche autrice di molti dei principali successi del gruppo.

## Storia del gruppo

### Nascita del gruppo
Natina Reed e Shamari Fears si conoscono durante gli anni della scuola, periodo in cui stabiliscono un rapporto d'amicizia. Negli anni successivi Fears entra a far parte di un altro gruppo chiamato Intrigue, il quale aveva firmato un contratto discografico con Elektra Records, in seguito all'incontro con Williams la cantante decide di abbandonare tale progetto per formare un progetto insieme a quest'ultima, coinvolgendo anche Reed nel progetto. Il gruppo viene successivamente scritturato dalla Left Eye Productions di Lisa Lopes.

### Blaque,Blaque Out(1999-2004)
Nel 1999 il gruppo esordisce dal punto di vista discografico con il singolo 808, brano co-scritto da R. Kelly che diventa un successo internazionale; in particolare negli Stati Uniti il brano raggiunge l'ottava posizione nella Billboard Hot 100 e vende oltre 700 mila copie, ottenendo un disco d'oro. Il singolo diventa inoltre il cinquantesimo maggior successo dell'anno in madrepatria. Viene quindi pubblicato un album eponimo via Columbia Records: il progetto si posiziona alla numero 50 della Billboard 200 e ottiene un disco di platino negli Stati Uniti per aver venduto oltre un milione di copie; Il terzo singolo estratto dall'album, Bring It All to Me (realizzato in collaborazione con gli NSYNC) si rivela il più grande successo commerciale del gruppo: il brano si posiziona alla numero 5 della Billboard Hot 100 e risulta il trentesimo singolo di maggior successo dell'anno negli Stati Uniti. Alla pubblicazione dell'album segue l'apertura di vari concerti per gli NSYNC e per le TLC.
Tra il 1999 e il 2001, il gruppo viene nominato a svariati premi in manifestazioni come gli MTV Video Music Awards, i BET Awards e i Soul Train Music Awards. Nel 2000 prendono parte alla colonna sonora del film Ragazze nel pallone, oltre a prendere tutte e tre parte al film nelle vesti di attrici. Nel 2001 il gruppo pubblica l'album Blaque Out: anticipato dal singolo Can't Get It Back, il progetto non riesce ad entrare nelle principali classifiche di vendite e rappresenta l'ultima collaborazione fra Blaque e Columbia. Nel 2003 il gruppo realizza i singoli Ugly con Missy Elliott e I'm Good: quest'ultimo viene inserito anche nella colonna sonora di Honey e riesce a piazzarsi in alcune classifiche internazionali.

### Blaque by Popular Demand,Torch(2007-presente)
Nonostante l'interruzione della pubblicazione di musica inedita, nel 2007 viene edita una raccolta ufficiale del gruppo intitolata Blaque by Popular Demand. Nel 2012 viene annunciato un ritorno in scena del gruppo dopo anni di pausa, tuttavia il progetto salta in seguito alla morte di Natina Reed, avvenuta a soli 32 anni in seguito a un incidente stradale. Nel 2013 e nel 2014 vengono pubblicati i singoli inediti Summertime Riding e Today. Nel 2019 Williams e Fears riescono a riappropriarsi del terzo album in studio del gruppo, Torch, progetto inciso nel 2003 e i cui diritti erano stati posseduti per molti anni da Mathew Knowles. L'album viene quindi pubblicato in maniera indipendente.

## Formazione
- Natina Reed (1999-2012)
- Shamari Fears (1999-presente)
- Brandi Williams (1999-presente)

## Discografia

### Album registrati in studio
- 1999 – Blaque - (Columbia Records)
- 2002 – Blaque Out - (Columbia Records)
- 2019 – Torch - (Blaque LLC/The Move Entertainment)

### Raccolte
- 2007 – Blaque by Popular Demand - (Sbme Special Mkts)

### Singoli
- 1999 – 808
- 2000 – I Do (feat. Lisa Lopes)
- 2000 – Bring It All to Me (feat. NSYNC)
- 2000 – Adore Me
- 2001 – As If
- 2002 – Can't Get It Back
- 2003 – Ugly (feat. Missy Elliott)
- 2003 – I'm Good
- 2013 – Summertime Riding
- 2014 – Today